# 수봉도서관
수봉도서관(Subong Library)은 인천광역시 미추홀구 경인로 218에 있는 시립 공공도서관이다. 2009년 8월 21일에 개관하였으며, 인천광역시 도서관발전진흥원이 운영하고 있다.

## 연혁
수봉도서관은 2009년 8월 21일에 개관하였고, 2011년 6월 1일에 관리와 운영이 인천광역시도서관발전진흥원에 위탁되었다. 2018년 11월 21일 미추홀 노인인력개발센터 '노인사회활동지원사업' 종합 평가대회에서 수요처 우수기관 표창장을, 2018년 제 12회 도서관 혁신 아이디어 논문 및 우수 현장 사례 공모 문화체육관광부장관상을, 2018년 도서관 빅데이터 우수 활용 사례 및 아이디어 공모에서 최우수상을 수상하였다.

## 수상내역[2]
- 2018년 노인사회활동지원 사업 우수 수요처 선정 표창장 수상(2018.11.12)
- 제12회 도서관 혁신 아이디어 논문 및 우수 현장 사례 공모 문화체육관광부장관상 수상(2018.11.29)[3]
- 도서관 빅데이터 우수 활용 사례 및 아이디어 공모 최우수상 수상(2018.11.29)

## 갤러리

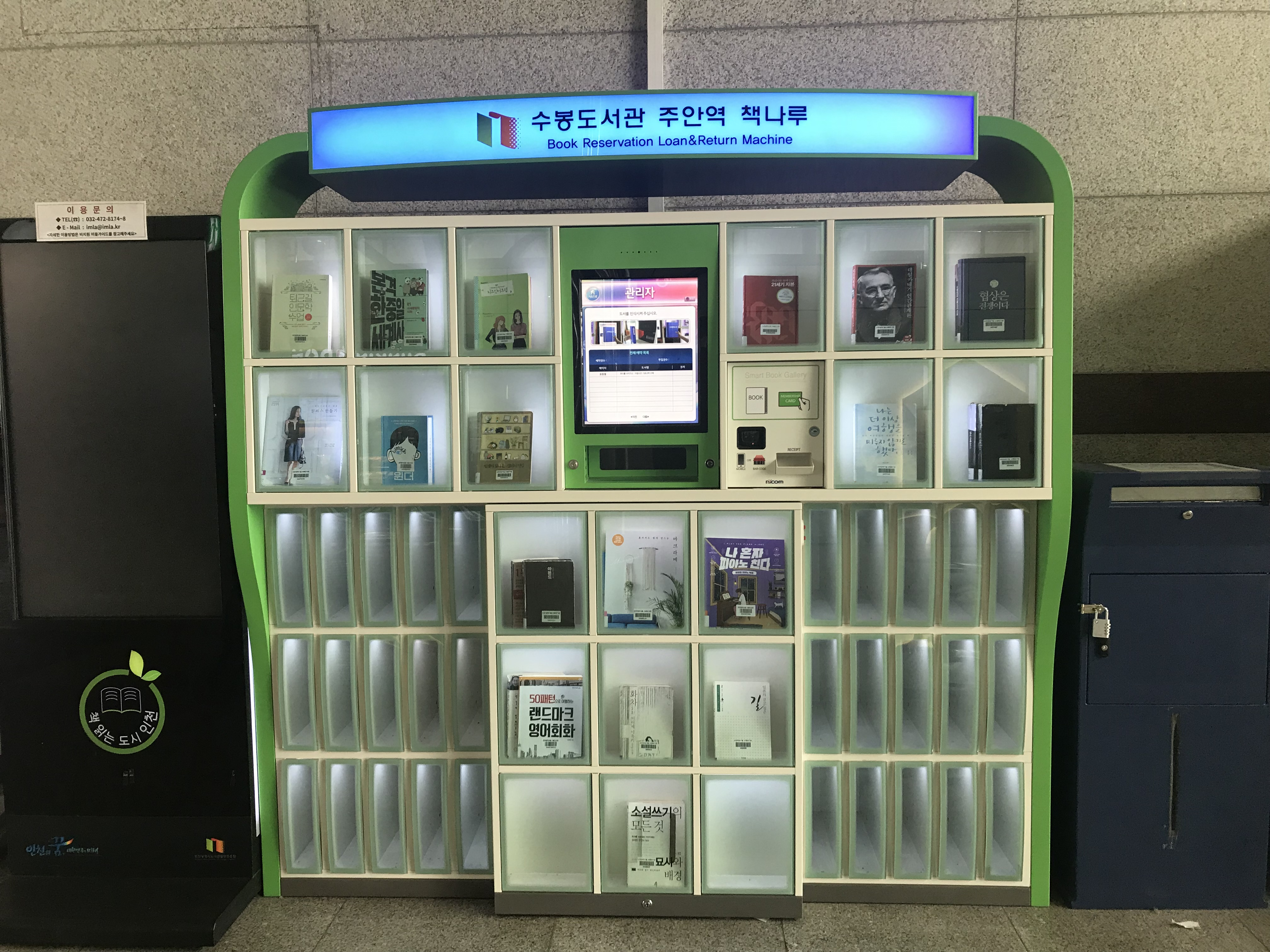
주안역 책나루 운영
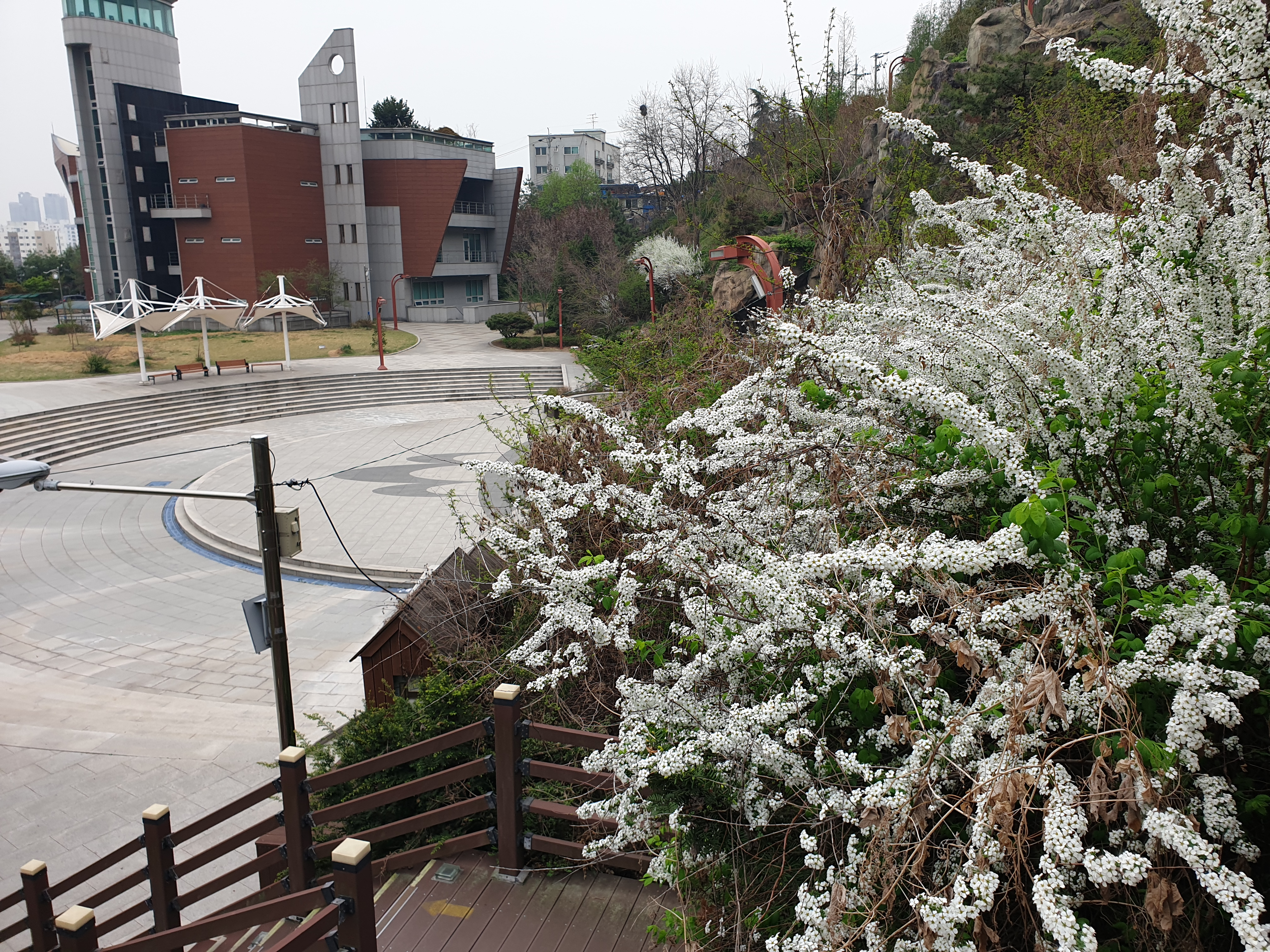
수봉도서관 측면
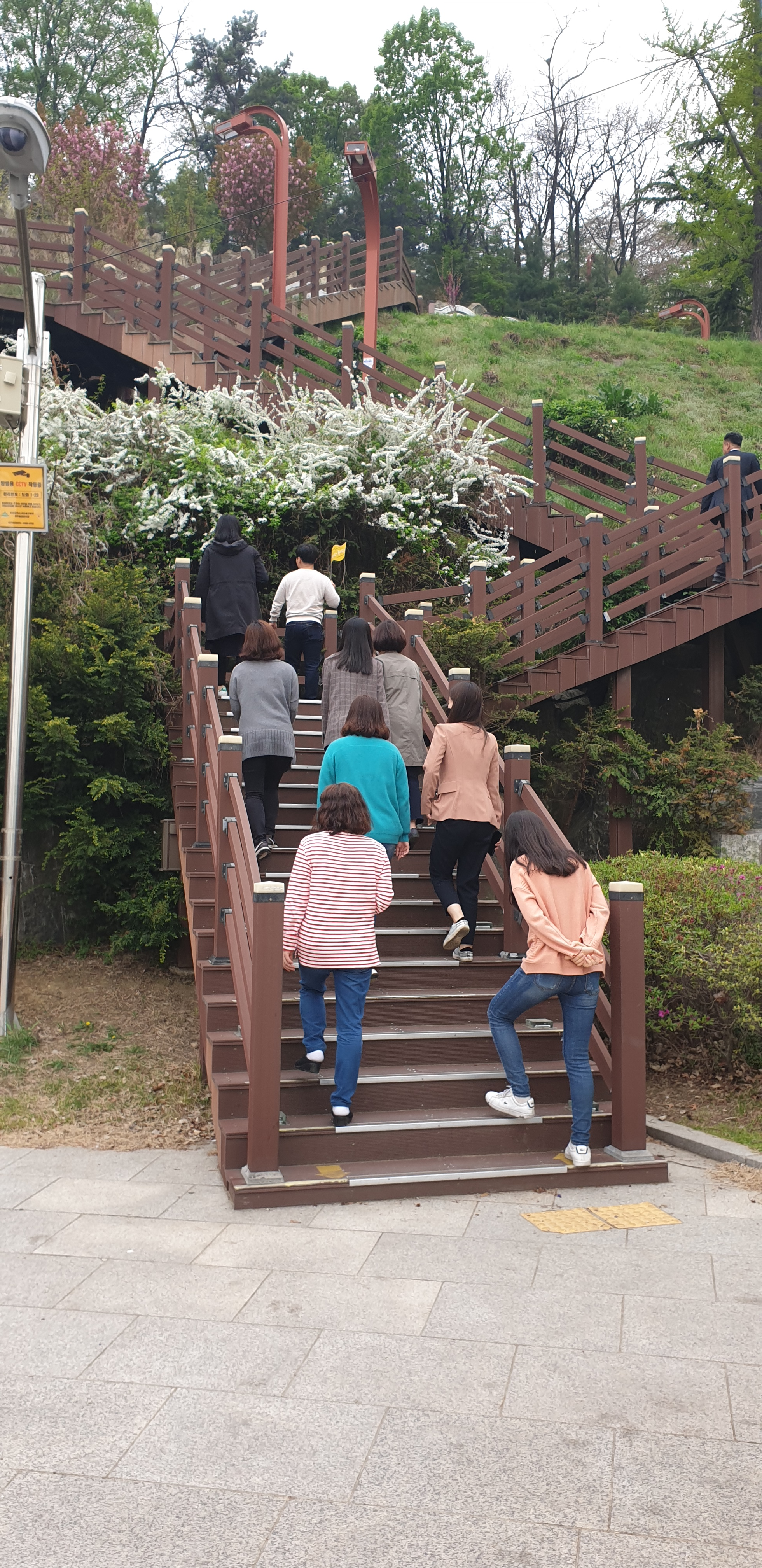
수봉도서관 직장 독서동아리 사서의 리본 4월 운영사진

## 같이 보기
- 율목도서관
- 영종도서관
- 꿈벗도서관